# Sza’ala
Sza’ala (arab. شعالة) – miejscowość w Syrii, w muhafazie Aleppo. W 2004 roku liczyła 757 mieszkańców.